# استان ارمنیه
استان ارمنیه یکی از استان‌های ایران در دوره خلفای عباسی بود. این استان مابین استان آران، استان آذربایجان، استان جزیره و منطقهٔ گرجستان جای داشت. دریاچۀ وان در این استان قرار داشت.